# Zamarada auratisquama
Zamarada auratisquama là một loài bướm đêm trong họ Geometridae.